# Communauté de communes du Lac d’Aiguebelette
Die Communauté de communes du Lac d’Aiguebelette (abgekürzt CCLA) ist ein französischer Gemeindeverband mit Rechtsform einer Communauté de communes im Département Savoie, dessen Verwaltungssitz sich in dem Ort Nances befindet.
Der zum Jahreswechsel 1997/8 gegründete Gemeindeverband besteht aus zehn Gemeinden auf einer Fläche von 86,25 km². Der Name bezieht sich auf den See Lac d’Aiguebelette, der den Mittelpunkt des von den Mitgliedsgemeinden umfassten Gebiets bildet. Die südlich gelegene Gemeinde Attignat-Oncin stieß erst 2008 als zehntes Mitglied hinzu. Präsident des Gemeindeverbandes ist Denis Guillermard.

## Aufgaben
Zu den vorgeschriebenen Kompetenzen gehören die Entwicklung und Förderung wirtschaftlicher Aktivitäten und des Tourismus sowie die Raumplanung auf Basis eines Schéma de Cohérence Territoriale. Der Gemeindeverband betreibt die Rettungsdienste, die Abwasserentsorgung und die Müllabfuhr und -entsorgung. Zusätzlich fördert der Verband Sportveranstaltungen und bestimmt die Wohnungsbaupolitik.

## Mitgliedsgemeinden
Folgende zehn Gemeinden gehören der Communauté de communes du Lac d’Aiguebelette (CCLA) an:

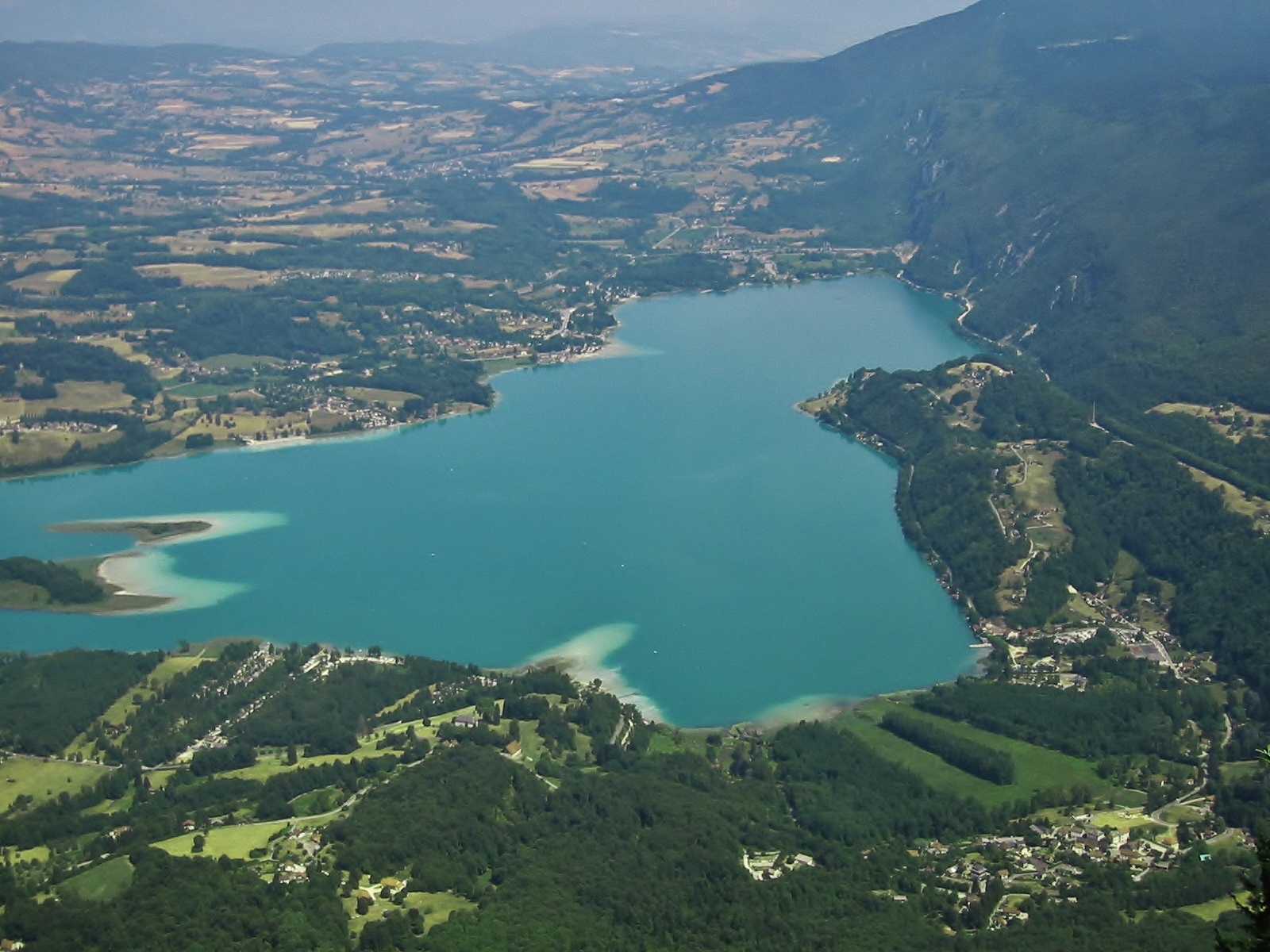
Panorama des Lac d’Aiguebelette mit umliegenden Gemeinden

| Gemeinde                                     | Einwohner 1. Januar 2022 | Fläche km² | Dichte Einw./km² | Code INSEE | Postleitzahl |
| -------------------------------------------- | ------------------------ | ---------- | ---------------- | ---------- | ------------ |
| Aiguebelette-le-Lac                          | 247                      | 7,91       | 31               | 73001      | 73610        |
| Attignat-Oncin                               | 572                      | 18,46      | 31               | 73022      | 73610        |
| Ayn                                          | 390                      | 7,44       | 52               | 73027      | 73470        |
| Dullin                                       | 493                      | 5,31       | 93               | 73104      | 73610        |
| Gerbaix                                      | 445                      | 6,91       | 64               | 73122      | 73470        |
| Lépin-le-Lac                                 | 466                      | 5,11       | 91               | 73145      | 73610        |
| Marcieux                                     | 237                      | 4,40       | 54               | 73152      | 73470        |
| Nances                                       | 534                      | 9,90       | 54               | 73184      | 73470        |
| Novalaise                                    | 2.243                    | 16,26      | 138              | 73191      | 73470        |
| Saint-Alban-de-Montbel                       | 685                      | 4,55       | 151              | 73219      | 73610        |
| Communauté de communes du Lac d’Aiguebelette | 6.312                    | 86,25      | 73               | –          | –            |